# Saeul
Saeul (luxembourgsk: Sëll) er en kommune og et byområde i Luxembourg. Kommunen, som har et areal på 14,86 km², ligger i kantonen Redange i distriktet Diekirch. I 2005 havde kommunen 535 indbyggere. 
49°44′N 5°59′Ø / 49.733°N 5.983°Ø